# Penisola Churchill
La penisola Churchill  è una penisola lunga circa 50 km in direzione nordovest-sudest e larga al massimo circa 16 km, situata sulla costa orientale della Terra di Graham, in Antartide. Completamente ricoperta dai ghiacci, la penisola si trova in particolare divisa tra la costa di Foyn, ad sud-ovest, e la costa di Oscar II, a nord-est, dato che la sua estremità, capo Alexander, è considerata proprio il confine tra le due coste, e si estende nel mare di Weddell separando l'insenatura del Gabinetto, a ovest, dall'insenatura di Adie, a est. Le coste della penisola sono ricche di cale e rientranze, tra cui spiccano per dimensione l'insenatura Zimen e l'insenatura Brentopara, emtrambe site sulla costa orientale.

## Storia
La penisola Churchill fu completamente cartografata grazie a ricognizioni terrestri svolte sia da membri della Spedizione antartica di ricerca Ronne, condotta nel 1947-48 al comando di Finn Rønne, sia del British Antarctic Survey, al tempo ancora chiamato "Falkland Islands Dependencies Survey" (FIDS). Proprio i membri del FIDS la battezzarono poi con il suo attuale nome in onore di Winston Churchill, che nel 1943, quando era primo ministro del Regno Unito, aveva autorizzato la creazione dello stesso FIDS.